# Torch (Band)
Torch ist eine schwedische Heavy-Metal-Band aus Stockholm, die unter dem Namen Black Widow gegründet wurde.

## Geschichte
Die Band wurde 1980 von Chris J. First, Steve Streaker und Claus Wildt als Black Widow gegründet. 1981 benannte sie sich in Torch um. Zunächst übernahm Stefan Wedlund, bis Dan Dark kurze Zeit später zur Band stieß und ihr Sänger wurde.
1982 veröffentlichte die Band ihre erste EP Fireraiser und ging kurz darauf auf Europatournee und spielte auf einigen Festivals. Sie trat dabei unter anderem mit Motörhead und Warlock auf. Obwohl sie über Skandinavien hinaus populär wurde, hatte die Band nur wenige Auftritte außerhalb ihrer Heimat. 1983 erschien ihr Debütalbum, das sowohl als Torch als auch Warlock bekannt ist; der offizielle Titel lautet jedoch Torch. Das Album war in Deutschland zunächst nur als teurer Import erhältlich, bis die Firma Mikulski über Zyx-Metal eine deutsche Pressung veröffentlichte. 1984 folgte eine auf 1.500 nummerierte Exemplare EP mit den drei Stücken Bad Girls, The Serpent und Cut Throat Tactics, die ursprünglich auf dem Debütalbum erscheinen sollten, aber gestrichen wurden, um Überlänge und damit einen schlechteren Klang zu vermeiden. Nach Electrikiss hatte die Band „vor allem Probleme auf der geschäftlichen Seite“ und Streitigkeiten mit Plattenfirmen, die „uns in eine kommerziellere Ecke drücken wollten und keine Unterstützung für eine sinnvolle Tour gaben. Uns kostete das viel Zeit und Energie, worunter die Freude am Songwriting und die Kreativität litten. Gleichzeitig wurden einige von uns Vater, und so verschoben sich die Prioritäten ins Private.“ Dan Dark war seitdem als Sänger der Accept-Cover-Band Except tätig, mit der er 2001 auf dem Headbangers Open Air auftrat, und versuchte sich als Schauspieler.
Im Internet las Dan Dark, dass „es weltweit ein großes Interesse an Achtziger-Power-Metal und auch an TORCH gab. Als ich dann auf jemanden traf, der in Australien ein Livebootleg aus dem Mud-Club in Göteborg von uns veröffentlichte, wusste ich, dass die Zeit für ein Comeback reif ist.“ Nach beinahe zwanzig Jahren Inaktivität plante er erneute Konzerte und kontaktierte die anderen Mitglieder, allerdings hatte nur er die Zeit und Motivation dazu. Da er die Idee nicht aufgeben wollte, stellte er eine neue Besetzung mit Bassist Affe und Gitarrist Alex von der Gruppe Scaar sowie Schlagzeuger Janne von Astral Carneval zusammen. Die aktuelle Besetzung besteht aus Dan Dark, den Gitarristen Eric Rauti von der Metal-Band Dreamland und Mr Kennywise von der Hard-Rock-/Metal-Band The Citadel, Schlagzeuger Magnus „Dynamite“ Ulfstedt, der unter anderem bei Talisman, Royal Hunt, Eclipse, Mitch Malloy und Sha-Boom gespielt hatte, und Bassist Jörgen „Poe“ Andersson von The Citadel und ehemals Baltimoore und Bloodbound. Die Band plant Konzerte und ein neues Album. 2008 wurde die Band für das Sweden Rock Festival gebucht.

## Stil
Im Stil der Band sind laut Andreas Kraatz vom Musikexpress „die britisch gefärbten Einflüsse und Anleihen unverkennbar. Sänger Dan Dark, mit seinen 23 Jahren der Älteste, und die anderen Vier ergänzen sich optimal und entfalten dabei eine Virtuosität und einen Sinn für reichhaltige Melodien, der ihrem großen Vorbild Iron Maiden alle Ehre macht. Torch ist eine Band mit Zukunft, das hat die Mini-LP von ‘82 und das jüngste Werk aus dem letzten Jahr eindrucksvoll bewiesen.“ Allerdings bezeichnete er sie zusammen mit anderen damals neuen Metal-Bands wie Exciter, Metallica, Slayer, Tsunami, Bitch, Great White, Sortilège, Barón Rojo und Mercyful Fate als in ihrem Stil und ihrer „Wahl musikalischer Mittel […] – oder aber auch konventionelle Muster – […] weder ‚new‘ noch im eigentlichen Sinne ‚in‘. Vielmehr orientieren sich auch diese Bands – wie vor ihnen Iron Maiden oder Def Leppard – an der Tradition, an den Größen, die die betreffenden Kapitel der Rockgeschichte geschrieben haben.“ Bitch, Metallica, Exciter und Torch seien „nur die talentierte Spitze eines Eisberges, der sich mit aller Macht bemerkbar macht“. Die „Zukunft des Heavy Metals“ seien sie aber „sicher nicht in dem Sinne, daß da musikalisch grundlegend Neues auf uns zukommt. […] Die Zukunft des Heavy Metals ist sie insofern, als sie die Tradition in eben diese Zukunft fortführt.“
Laut Götz Kühnemund vom Rock Hard wurde ihre erste EP Fireraiser „lange in einem Atemzug mit den Erstlingswerken von Mercyful Fate, Sortilège, Evil oder H-Bomb genannt und stand für einen NWOBHM-beeinflussten, frischen, sehr leidenschaftlichen Sound, der zudem eine hörbare Accept-Kante mitgekriegt hatte“. Er bezeichnet sie als eine der „besten reinrassigen Metal-Bands der Achtziger“ und als „größte[n] Moment der Bandkarriere“ die Veröffentlichung des Debütalbums, das „auch heute noch oft auf meinem Plattenteller landet und besonders gesanglich heraussticht. Dan Dark war ein richtig guter Frontmann, der die perfekte Mischung aus rauer Härte und Melodie (ähnlich wie der frühe Bruce Dickinson) gefunden hatte und in einer der damals etablierten, großen Bands ebenso überzeugt hätte. Das straighte, aber nie plumpe Songmaterial auf ‚Torch‘ geht sofort ins Ohr, nutzt sich aber – vergleichbar mit den Saxon-Klassikern auf ‚Wheels Of Steel‘, ‚Strong Arm Of The Law‘ und ‚Denim And Leather‘ – auch über die Jahre kaum ab. Das liegt zweifellos am unsterblichen Spirit der Metal-Pionierzeit, der dem Hörer hier sofort entgegenspringt und dem man als einmal Infizierter unmöglich entkommen kann.“ Während das Debüt D. Bomb Hartmann vom Metal Hammer zufolge insgesamt „nur in jede Headbangerplattensammlung empfohlen werden“ konnte, laut seines Kollegen Metal Mike Bilm die EP Bad Girls jedem gefallen sollte, „der die ‚Fire Razor!‘-EP und die ‚Warlock‘-LP auch gut fand“, hatte Joop Van Nijmweggan „[n]ach einer Super-Maxi und einer überdurchschnittlichen LP […] mehr erwartet. Man wird beim Hören von ‚Elektrikiss‘ nie das Gefühl los, daß die Band beim Einspielen der LP nicht genug Songmaterial hatte und so den Großteil der Songs schnell zusammengeschustert hat.“ Die besten Stücke seien für ihn „zweifelsohne ‚Bad Girls‘ und ‚Cut-Throat Tactics‘ die beide aber schon auf der letzten ebenfalls nicht weltbewegenden Maxi standen“. Außerdem werde Laufzeit beispielsweise bei Limelight „durch unnötig eingeblendetes Gejubel unnötig verlängert“, dennoch habe Electrikiss „noch nicht einmal eine ganze halbe Stunde Laufzeit. Pluspunkte sammelt diese LP bei mir nur in punkto Sound (sehr erdig und druckvoll) und technischer Versiertheit der einzelnen Musiker, wodurch sie sich auch vom Großteil anderer Roadrunner-Veröffentlichungen abhebt; eine Platte die besser ist als der restliche Schund ist aber auch noch lange nicht gut.“ Für Holger Stratmann vom Rock Hard hingegen war „es […] keine Frage, daß diese Platte gut wird […], aber ein bißchen mehr hätte man schon erwarten können“. Auch er bemängelte die kurze Spielzeit und die Verlängerung durch „unnötige Passagen“ sowie die Stücke der EP; die Band hätte sich „ruhig ein bißchen mehr Zeit nehmen können“. Ein Redakteur des Magazins zählt Torch zu einer „kreative[n] Vorfront mehr oder weniger erfolgreicher und langlebiger Bands“ aus Schweden neben Oz (eigentlich aus Finnland), Silver Mountain, Overdrive, Bathory, Candlemass, Madison und Europe; die Band habe „vor allem mit ihrem Meisterwerk ‚Warlock‘ für lupenreinen Power Metal“ gestanden damit vermutlich „zahlreiche aktive und erfolgreiche Landsleute nachhaltig beeinflusst haben“.
Dan Dark erwähnte, dass „einer der Jungs von Machine Head auf unsere alten Scheiben steht. Das hat mich wirklich überrascht. Ironischerweise sind Machine Head neben Hammerfall, Fight, U.D.O. und In Flames ein aktueller Einfluss von mir.“

## Diskografie
- 1982: Fireraiser (EP)
- 1983: Torch (Album, auch als Warlock bekannt)
- 1984: Bad Girls (EP)
- 1984: Electrikiss (Album)
- 2009: Dark Sinner (Zusammenstellung aus neu eingespielten Versionen alter Stücke)
- 2020: Reignited (Album)